# Лебедев, Владимир Сергеевич (МФТИ)
Влади́мир Серге́евич Ле́бедев (род. 1954, Москва) — советский и российский физик, доктор физико-математических наук, профессор, зав. кафедрой МФТИ, член Учёного совета Физического института им. П.Н. Лебедева РАН, автор большого числа научных работ.

## Биография
Владимир Лебедев родился в семье физика-экспериментатора Сергея Владимировича Лебедева. Окончил Московский физико-технический институт в 1977 г. Возглавляет Отделение оптики в Физическом институте им. П.Н. Лебедева РАН. Преподаёт и заведует кафедрой квантовой радиофизики Московского физико-технического института (базовая кафедра Физического института им. П.Н. Лебедева РАН).

## Научные труды

### Монографии
- V.S. Lebedev and I.L. Beigman. Physics Of Highly Excited Atoms And Ions. — Springer-Verlag Telos, 1999. — 298 с. — (Springer Series on Atoms + Plasmas). — ISBN 354064234X.

### Диссертации
- Лебедев, Владимир Сергеевич. Столкновительные и излучательные процессы в низкотемпературной плазме с участием высоковозбужденных состояний атомов и молекул : диссертация … кандидата физико-математических наук : 01.04.08. — Москва, 1983. — 166 с. : ил.
- Лебедев, Владимир Сергеевич. Процессы столкновения с участием ридберговских атомов и уширение спектральных линий : диссертация … доктора физико-математических наук : 01.04.05. / ФИАН. — Москва, 1998. — 262 с. : ил.[2]